# Rejon Drochia
Rejon Drochia – rejon administracyjny w północnej Mołdawii.

## Demografia
Liczba ludności w poszczególnych latach:
| 1959   | 1970   | 1979   | 1989   | 2004   | 2014   |
| ------ | ------ | ------ | ------ | ------ | ------ |
| 84 974 | 93 724 | 94 915 | 96 953 | 87 092 | 88 500 |